# Medical Safer
Medical Safer（メディカル・セイファー）は、医療の現場で発生した事故を効果的に分析するための根本原因分析手法 (RCA) の一つである。自治医科大学の河野龍太郎（医学部医療安全学、教授、2008年現在）によって開発された。分析作業がわかりやすく手順化されているため、分析に関する専門的な知識を有していなくても取り組むことが可能である。